# Lesbos
Lesbos (Græsk: Λέσβος – Lésvos) er en græsk ø, beliggende i den nordøstlige del af Ægæerhavet. Øens indbyggere kaldes lesvonianere eller lesviotianere.

## Geografi
Lesbos er den tredjestørste græske ø og den syvendestørste ø i Middelhavet med et areal på 1630 km², øens kystlinje er 370 kilometer. Lesbos har ca. 90.000 indbyggere (2011), hvoraf omkring en tredjedel bor i øens administrative og økonomiske centrum Mytilini på sydøstkysten.
Øens andre større byer er Kalloni, Plomari, Ayassos, Eressos, og Molyvos, hvor sidstnævnte er den samme by som den antikke Mythymna. Mytilini blev grundlagt ca. 1050 fvt. af familien Penthilides, som ankom fra Thessaloniki på det græske fastland og som regerede byen frem til et oprør ledet af Pittacus i 590-580 fvt.

## Flygtningekrisen i 2015
I august 2015 kom der på grund af den nære beliggenhed til det tyrkiske fastland, dagligt flere hundrede flygtninge, hovedsageligt fra Syrien til Lesbos og naboøerne, blandt andet Kos.  På trods af medlemskabet af Schengenaftalen opgav Grækenland at lukke sine ydre grænser for at forsøge at stoppe og registrere flygtningene. Endnu i december 2015 ankom over 118.000 flygtninge og migranter fra Tyrkiet til græske øer som Lesbos og Kos, langt flere end i juli, hvor 78.000 ankom.

## Etymologi
Betegnelsen lesbisk har sin rod i øens navn. Dette skyldes digte af Sapfo, som beskriver og fejrer kærlighed mellem kvinder. Som resultat heraf kommer mange lesbiske turister til Lesbos, et fænomen der især tidligere blev mødt med skepsis af øens myndigheder. I dag er fokus for det lesbiske miljø på Lesbos i Eressos, Sapfos fødeby.